# Siracusa Calcio 1924 2024-2025
Questa pagina raccoglie le informazioni riguardanti il Siracusa Calcio 1924 nelle competizioni ufficiali della stagione 2024-2025.

## Stagione
Nella stagione 2024-2025, il Siracusa ottenne la promozione in Serie C, ritornando nei professionisti dopo sei anni di assenza.

## Divise e sponsor
Lo sponsor tecnico per la stagione 2024-2025 è Macron mentre gli sponsor ufficiali sono XeqSolar, Isab, Orofollia e NRG+.
| Casa | Trasferta |

## Organigramma societario
Aggiornato al 17 maggio 2025
Area direttiva
- Presidente: Alessandro Ricci
- Direttore generale: Alessandro Guglielmino
- Club Manager/Brand Ambassador: Walter Zenga

Area organizzativa
- Segretario: Giovanni Abela
- Responsabile settore giovanile: Christian Romano
- Responsabile attività di base: Luigi Calabrese

Area comunicazione
- Responsabile stampa: Massimo Leotta
- Responsabile comunicazione e pagine social: Matteo D’Aquila
- Responsabile immagine: Angelo Maria Micciulla
- Speaker: Loris Romano
- Responsabile service audio: Paolo Trovato
- Responsabile logistica: Luca Parisi
- Official photographer: Simona Amato

Area marketing
- Responsabile marketing: Salvatore Castagnino
- Direttore Siracusa TV: Massimo Leotta
- Responsabile biglietteria: Rudi Miceli

Area tecnica
- Team Manager: Antonio Midolo
- Allenatore: Marco Turati
- Allenatore in seconda: Fernando Spinelli
- Collaboratore area tecnica: Carmine Giordano
- Preparatore dei portieri: Luca Aprile
- Preparatori atletici: Walter Buccheri, Rinaldo Longhi
- Video analyst: Gabriele Caruso

Area sanitaria
- Medico sociale: Mariano Caldarella
- Fisioterapista/Massaggiatore: Giampaolo Spadaro
- Massofisioterapista e osteopata: Mattia Rizza

## Rosa
Rosa e numerazione aggiornate al 21 maggio 2025
| N. |                      | Ruolo | Calciatore          |
| -- | -------------------- | ----- | ------------------- |
| 1  | Italia (bandiera)    | P     | Fedele Iovino       |
| 96 | Senegal (bandiera)   | P     | Cheik Alioune Sylla |
| 95 | Italia (bandiera)    | P     | Giuseppe Lumia      |
| 74 | Italia (bandiera)    | P     | Sergio Di Silvestro |
| 63 | Italia (bandiera)    | D     | Francesco Pistolesi |
| 2  | Italia (bandiera)    | D     | Mattia Puzone       |
| 52 | Italia (bandiera)    | D     | Christian Bonacchi  |
| 5  | Francia (bandiera)   | D     | Kévin Vinetot       |
| 4  | Italia (bandiera)    | D     | Marco Baldan        |
| 6  | Argentina (bandiera) | D     | Joaquin Suhs        |
| 26 | Italia (bandiera)    | D     | Nicolo’ Fontanelli  |
| 14 | Italia (bandiera)    | D     | Riccardo Barbana    |
| 13 | Italia (bandiera)    | D     | Ruben Falla         |
| 75 | Italia (bandiera)    | D     | Francesco Parisi    |
| 33 | Italia (bandiera)    | D     | Paolo Rizzo         |
| 29 | Italia (bandiera)    | D     | Ermes Russo         |

| N. |                    | Ruolo | Calciatore                 |
| -- | ------------------ | ----- | -------------------------- |
| 73 | Italia (bandiera)  | C     | Andrea Carbone             |
| 17 | Italia (bandiera)  | C     | Maiko Candiano             |
| 8  | Italia (bandiera)  | C     | Alberto Acquadro           |
| 23 | Italia (bandiera)  | C     | Marco Palermo              |
| 27 | Senegal (bandiera) | C     | Racine Ba                  |
| 28 | Italia (bandiera)  | C     | Enrico Zampa               |
| 24 | Italia (bandiera)  | C     | Carmelo Limonelli          |
| 21 | Italia (bandiera)  | A     | Giuliano Alma              |
| 9  | Italia (bandiera)  | A     | Domenico Maggio (capitano) |
| 11 | Italia (bandiera)  | A     | Andrea Di Grazia           |
| 16 | Italia (bandiera)  | A     | Roberto Convitto           |
| 10 | Italia (bandiera)  | A     | Andrea Russotto            |
| 99 | Italia (bandiera)  | A     | Manuel Sarao               |
| 77 | Italia (bandiera)  | A     | Sebastiano Vlad Di Paolo   |
| 7  | Italia (bandiera)  | A     | Sebastiano Longo           |